# 逢月ひな
逢月 ひな（あいづき ひな・1994年11月24日 - ）は、日本の元タレント・元グラビアアイドル。女性アイドルグループ『サンミニ』の元メンバーでもある。
神奈川県横浜市出身。愛称は「おひなさん」。日本芸術高等学園卒業。

## 略歴
高校2年だった2011年10月よりプラチナムプロダクションに所属。2012年5月13日より「秋葉原化劇団」に参加し演技レッスンを受ける。
2013年、日テレジェニック2013候補生として『アイドルの穴〜日テレジェニックを探せ!〜』（日本テレビ）に出場。日テレジェニック2013“ベスト制服賞”受賞。
2013年10月6日、一日限定ユニット『Pialy』（ピアリー）として横浜市の山田富士公園で行われた「北山田秋祭り」に出演してPASSPO☆やpalet、アイドルカレッジの楽曲を披露した。同年11月30日、サンミニッツ（後に『サンミニ』に改名）のメンバーとして活動開始。Pialyとサンミニでのイメージカラーはピンクだった。
2014年からは『ゴッドタン』（テレビ東京系）の人気企画「マジ歌選手権」において、“ヒム子ーズ”（後に「ヒム子組.com」）の“メルン”として日村勇紀（バナナマン）らと共にパフォーマンスを行う。この年にはミスアクション2014にもエントリーされていたが、グランプリ受賞はならなかった。
2016年4月2日、渋谷ドクタージーカンズで行われたライブをもってサンミニを卒業。同時にプラチナムプロダクションを退所した。2016年8月現在はフリーで活動している。同年12月頃から「mi-na」のメンバーになり、名義は「乙幡杏菜」に変更された。
2017年7月1日でサンミニが解散したが最後のライブでは卒業していながらもステージに登場。
同年8月6日にmi-naを卒業した。

## 人物
- キャッチ・コピーは「今日も元気にー？ おひなさーん！」[9]。
- 好きな食べ物はハンバーグ。3食食べるくらい好きなことから「ハンバーグ協会会長」を自称している[2]。
- 劇団「TOKYOハンバーグ」所属の女優・光藤依里[10]は高校時代の親友[9]。学校祭では「Pastel」というユニットを組んでPASSPO☆や東京女子流の楽曲を歌ったこともある[9][11]。
- 元同僚である柏元萌華と同じ横浜市出身であるが横浜のことは全く分からないと『Tresen+』（FMヨコハマ・2014年11月20日放送）で激白している[1]。
- 卒業して事務所をやめたとしても元同僚とは仲が悪かったわけでなく、喜多陽子、同学年の南彩夏と交流が続いており、これまた同学年で同じ神奈川県出身の佐久間由衣とも仲が良いという。
- 趣味はカラオケ、料理。特技はテニス、水泳、スキー。
- 妹が1人いる[12]。
- 保育士の資格を有している[13]。

## 作品

### DVD
1. ピュア・スマイル（2014年11月21日／竹書房）
2. ひなとりっぷ（2015年9月18日／イーネット・フロンティア）

## 出演

### テレビ番組
- アイドルの穴〜日テレジェニックを探せ!〜（2013年7月 - 9月、日本テレビ）
- ゴッドタン「マジ歌選手権」（テレビ東京、不定期出演）

### オリジナルビデオ
- 夏休みなんかいらない - ウェイバックマシン（2014年8月13日アーカイブ分）（2014年11月26日DVD発売／バップ） - 赤沢まゆみ役

### イベント
- 真夏のひな祭り～はじめてのトークイベント～（2016年7月30日／新宿Naked Loft）
サンミニ卒業・プラチナム離脱後初の単独イベント。MCにオケタニイクロウ（オケタニ教授）、ゲストに前述の南彩夏が出演[14]。イベントでは新垣結衣の「heavenly days」、Kiroroの「Best Friend」、サンミニの「Kiss Emotion」を歌唱。そのうち「Best - 」と「Kiss - 」は南と一緒に歌った[15]。

### 舞台
- アリスインプロジェクト「ハイスクルールミレニアム2015[16]」（2015年12月16日 - 20日、新馬場・六行会ホール） - 空組 兜川灯 役